# Sabrina (1995)
Sabrina ist eine US-amerikanische Filmkomödie mit Harrison Ford und Julia Ormond unter der Regie von Sydney Pollack aus dem Jahr 1995. Es handelt sich um eine Neuverfilmung des Billy-Wilder-Films Sabrina aus dem Jahr 1954 basierend auf dem gleichnamigen Theaterstück von Samuel A. Taylor.

## Handlung
Die unscheinbare Sabrina Fairchild ist die Tochter des Chauffeurs der Larrabees, einer vermögenden Industriellenfamilie, die auf Long Island lebt. Das schüchterne Mädchen ist bis über beide Ohren in den jüngeren Sohn des Hauses, den charmanten Playboy David Larrabee, verliebt. Ihr Vater schickt Sabrina schließlich nach Paris, um dort ein Fotopraktikum bei Vogue zu absolvieren. In Paris wächst sie zu einer selbstbewussten jungen Frau heran. Als sie nach Hause zurückkehrt, erkennt David die elegante und attraktive Unbekannte nicht, ist aber von ihrem Charme und ihrer Schönheit sofort fasziniert. Linus, sein älterer Bruder, erkennt Sabrina hingegen auf Anhieb wieder.
Kurz zuvor lernte David Elizabeth Tyson, die Tochter eines Geschäftspartners von Linus, kennen. Die beiden wollen – auf Vorschlag Elizabeths – heiraten. Allerdings führt ihn Sabrina in Versuchung, sein altes Playboy-Leben fortzuführen. Linus befürchtet, dass sich ohne die Heirat die Fusion des Familienunternehmens mit dem der Tysons zerschlagen könnte, wodurch seine Firma eine Milliarde US-Dollar an zusätzlichem Gewinn verlieren würde. Um Sabrina von seinem Bruder fernzuhalten, beginnt Linus eine Liaison mit ihr. Er fliegt mit ihr im Privatjet in das Ferienhaus der Familie auf Martha’s Vineyard und führt ihr ganz beiläufig das Luxusleben der Reichen vor. Der Plan ist, sie von David abzulenken, sie zu verführen, mit nach Paris zu nehmen und sie dann fallen zu lassen. Er spielt ihr einen einsamen, verletzlichen Mann vor, der eigentlich ein großzügiger Menschenfreund ist, und Sabrina verliebt sich in ihn.
Doch der als gefühlskalt geltende Workaholic Linus, dem niemand zu widersprechen wagt, erliegt ihrem Zauber – niemand hat bisher so unbefangen und offen mit ihm gesprochen. Er bringt es letztlich nicht über sich, Sabrina in die Irre zu führen, und gesteht ihr seinen perfiden Plan, ihre Beziehung zu David zu zerstören. Die Beziehung zwischen ihnen beiden beruhe dagegen nur auf Lügen. Tief verletzt kehrt sie nun allein nach Paris zurück. Erst jetzt wird sich Linus seiner Gefühle für Sabrina bewusst. Da er glaubt, dass Sabrina nur David liebt, will er Sabrina dem Bruder überlassen und auf das Milliarden-Dollar-Geschäft verzichten. David aber erkennt, wie es um die Gefühle seines Bruders steht. Er spricht sich mit Elizabeth aus und ist entschlossen, sie zu heiraten und die Fusion zum Erfolg zu führen. Der in geschäftlichen Dingen vermeintlich desinteressierte David übernimmt zu aller Überraschung die Leitung des Familienunternehmens. Von seinen Verpflichtungen befreit, folgt Linus Sabrina nach Paris, wo er sich mit ihr versöhnt.

## Hintergrund

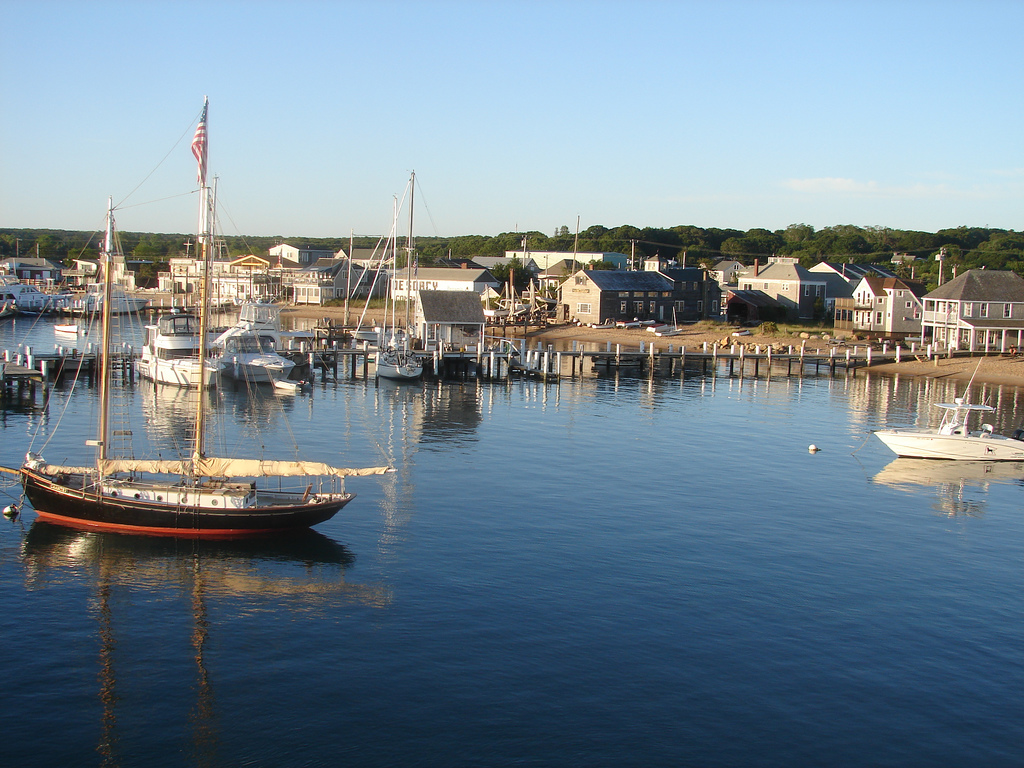
Der Hafen von Martha’s Vineyard

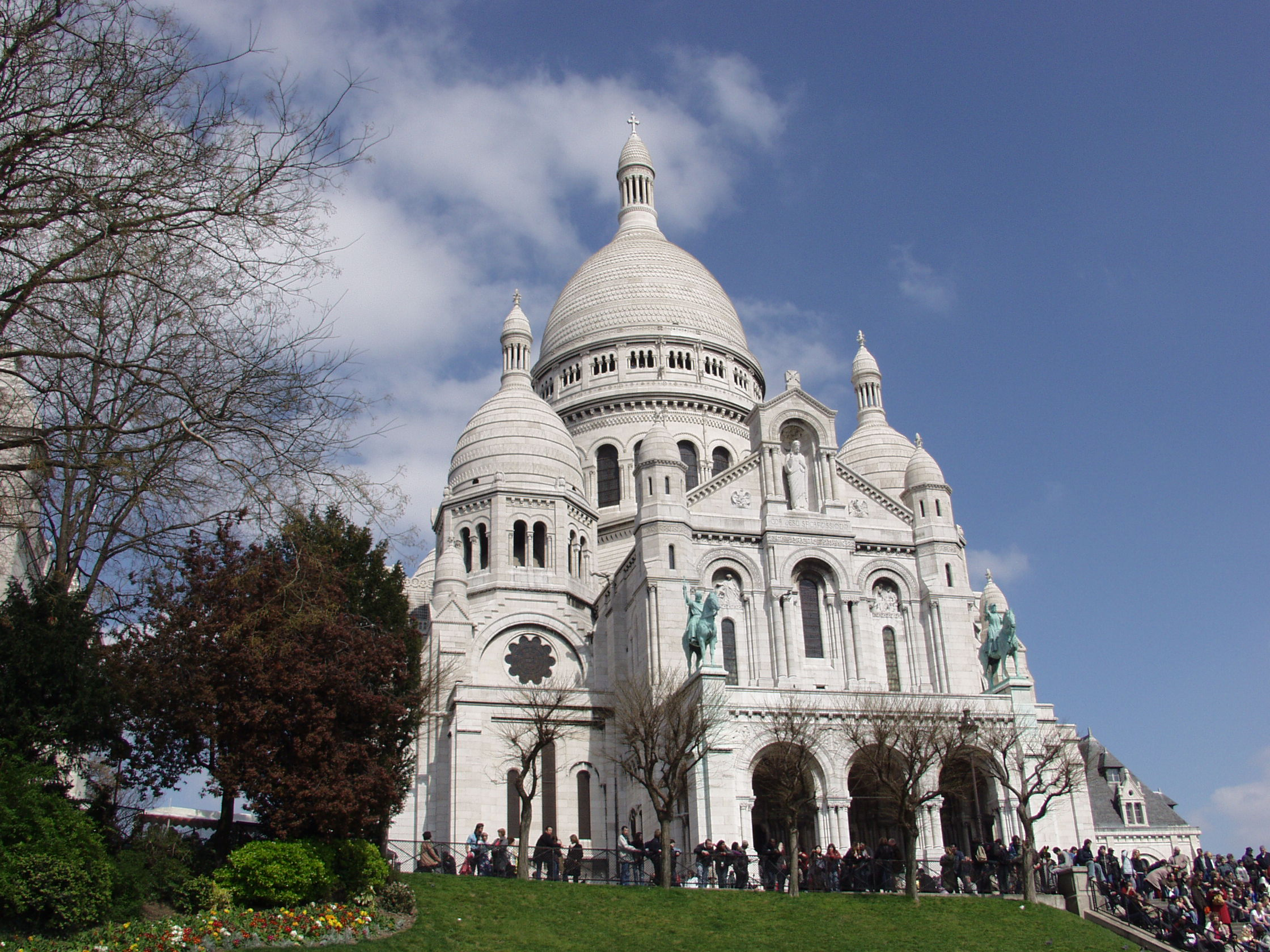
Ein weiterer Schauplatz des Films: Sacré-Cœur de Montmartre in Paris

Ursprünglich wollte Sydney Pollack nicht die Regie des Films übernehmen, da er den Stoff als zu altmodisch für die 1990er Jahre empfand. Als er sich schließlich doch entschied, den Film zu drehen, legte er Wert darauf, die Zustimmung von Billy Wilder zu erhalten, der das Original von 1954 inszeniert hatte. Für die Rolle des David war zunächst Tom Cruise im Gespräch, während für die Titelrolle Demi Moore, Gwyneth Paltrow, Julie Delpy und Winona Ryder in Betracht gezogen wurden.
Wie bereits in der Verfilmung von Billy Wilder diente in Pollacks Version Glen Cove auf Long Island als Wohnort der Larrabees. Weitere Drehorte waren die Park Avenue in Manhattan, der Hafen der Insel Martha’s Vineyard sowie der Eiffelturm, der Strawinski-Brunnen am Centre Georges-Pompidou und Sacré-Cœur de Montmartre in Paris.
Linus nennt Sabrina Sabrina Schön nach einer Liedzeile in John Miltons Maskenspiel Comus aus dem Jahr 1634: „Sabrina schön, hör zu, wo du sitzt unter der glasigen, kühlen, durchscheinenden Welle, in verdrehten Zöpfen von Lilien, die den losen Zug deines bernsteinfarbenen Haares stricken. Höre um der Ehre willen, Göttin des silbernen Sees, höre zu und rette.“
Sabrina wurde am 15. Dezember 1995 in den Vereinigten Staaten uraufgeführt. In Deutschland kam der Film am 11. Januar 1996 in die Kinos.

## Kritiken
Das Lexikon des internationalen Films urteilte: „Trotz (oder wegen) seines Widerspruchs zu allen Trends der heutigen Zeit funktioniert der Film durchaus als unterhaltsames Spiel mit den Traditionen der romantischen Komödie. Der direkte Vergleich mit Wilders Film verdeutlicht aber schmerzhaft, wie sehr die filmische Sprache des modernen Hollywood-Kinos an Reichtum eingebüßt hat: von der zauberhaften Poesie, den Stimmungen und den Träumen des Originals blieb nur noch wenig übrig.“
Für Cinema war der Film, „eine märchenhafte Romanze“. Das Urteil: „Bei der Vorlage konnte nichts schiefgehen“. Der film-dienst sah in der Neuverfilmung ein „reines Märchen […], das […] in mancher Hinsicht besser funktioniert als das 40 Jahre alte Vorbild“. Zwar könne der Film keine „moderne Audrey Hepburn“ vorweisen, dennoch „geht das Spiel mit den Traditionen der romantischen Komödie auf“.
Janet Maslin von der New York Times ging ausführlich auf die Unterschiede der beiden Filmfassungen ein: „Mr. Pollacks neuer Film rennt geradewegs so heftig gegen eine snobistische und überholte Geschichte an, gegen Billy Wilders Status als Nationales Kulturerbe und Audrey Hepburns herzzerreißende Art, das Wort ‚Paris‘ mit Musik in der Stimme zu gurren, dass er ohne Schwierigkeiten darüberhinausrennt. Seine ‚Sabrina‘ überzeugt als flotter und unbekümmerter Rückgriff, ohne den Bonus des Hepburn-Zaubers aber zu seinen Vorteil mit manch anderem. Blühend in strahlenden Farben, hat dieser Film einen Postkarten-Charme, den der alte Schwarzweißfilm allenfalls andeuten konnte. Verbessert wurde er außerdem durch einen neu geschärften Sinn für Humor. Und was das Casting betrifft, Julia Ormond kann nicht mit Audrey Hepburns Fähigkeit, im Dunklen zu leuchten, konkurrieren. Aber sie händelt mit Charme ein Problem, das heute keins mehr darstellen dürfte.“
Pollack, so Maslin, habe das Interesse des Zuschauers stärker auf den männlichen Protagonisten als auf die Titelheldin fokussiert. Ohne dass die Story das Champagner-Prickeln verliere, habe ihr Pollack mehr Gewicht verliehen, in dem er auf Linus, den Workaholic, die Geschwisterrivalität zwischen den Brüdern und so manches mehr aufmerksam mache. Zu vergleichen sei die Vorstellung von Harrison Ford mit anderen Protagonisten in Pollacks Filmen, die ebenso distanziert, verschlossen und mit einer verborgenen Anziehungskraft versehen („so quietly dashing“) seien, dass der andere geneigt sei, ihre Unfreundlichkeit zu übersehen und sie aus ihrer Kälte herauszuholen. Harrison Ford teile Redfords Geschick, all das mit einem Zwinkern im Auge anzudeuten.

## Auszeichnungen
Sabrina erhielt zwei Nominierungen für den Oscar in den Kategorien Beste Filmmusik und Bester Song (Moonlight). Drei Nominierungen für den Golden Globe Award gab es in den Kategorien Bester Film – Komödie oder Musical, Bester Hauptdarsteller – Komödie oder Musical (Harrison Ford) und Bester Filmsong (Moonlight). Bei der Verleihung der Grammy Awards war die Filmkomödie in der Kategorie Bester Filmsong (Moonlight) nominiert. Doch lediglich Greg Kinnear konnte mit dem Chicago Film Critics Association Award als vielversprechendster Schauspieler einen Preis gewinnen.
Die Deutsche Film- und Medienbewertung (FBW) in Wiesbaden verlieh dem Film das Prädikat „besonders wertvoll“.

## Synchronisation
Die deutsche Synchronfassung entstand bei der Interopa Film in Berlin. Das Dialogbuch schrieb Theodor Dopheide, die Dialogregie führte Hagen Mueller-Stahl.
| Rolle             | Darsteller        | Synchronsprecher    |
| ----------------- | ----------------- | ------------------- |
| Linus Larrabee    | Harrison Ford     | Wolfgang Pampel     |
| Sabrina Fairchild | Julia Ormond      | Schaukje Könning    |
| David Larrabee    | Greg Kinnear      | Charles Rettinghaus |
| Maude Larrabee    | Nancy Marchand    | Bettina Schön       |
| Fairchild         | John Wood         | Klaus Jepsen        |
| Patrick Tyson     | Richard Crenna    | Norbert Gescher     |
| Ingrid Tyson      | Angie Dickinson   | Regina Lemnitz      |
| Elizabeth Tyson   | Lauren Holly      | Irina von Bentheim  |
| Mack              | Dana Ivey         | Gisela Fritsch      |
| Rosa              | Míriam Colón      | Marianne Lutz       |
| Joanna            | Elizabeth Franz   | Edeltraut Elsner    |
| Irène             | Fanny Ardant      | Joseline Gassen     |
| Martine           | Valérie Lemercier | Katharina Koschny   |
| Louis             | Patrick Bruel     | Marc Altmann        |
| Scott             | Paul Giamatti     | Hans Hohlbein       |

## DVD-Veröffentlichungen
- Sabrina. Kinowelt GmbH 2003, mit Trailer, Interviews, Szenen hinter den Kulissen und Dokumentation Harrison Ford – Held wider Willen.
- Sabrina (Bild der Frau Love Collection). Kinowelt GmbH 2010, mit Trailer, Interviews, Szenen hinter den Kulissen und Dokumentation Harrison Ford – Held wider Willen.

## Soundtrack
- John Williams: Sabrina. A&M 1996, eine CD mit 13 Songs.